# Macrobrachium patsa
Macrobrachium patsa är en kräftdjursart som först beskrevs av H. Coutière 1899.  Macrobrachium patsa ingår i släktet Macrobrachium och familjen Palaemonidae. Inga underarter finns listade i Catalogue of Life.